# Майлен (Теннессі)
Майлен (англ. Milan) — місто (англ. city) в США, в окрузі Ґібсон штату Теннессі. Населення — 8171 особа (2020).

## Географія
Майлен розташований за координатами 35°54′44″ пн. ш. 88°45′15″ зх. д. / 35.91222° пн. ш. 88.75417° зх. д. (35.912112, -88.754053).  За даними Бюро перепису населення США в 2010 році місто мало площу 23,07 км², з яких 23,06 км² — суходіл та 0,01 км² — водойми.

### Клімат
| Клімат : Майлен                            | Клімат : Майлен | Клімат : Майлен | Клімат : Майлен | Клімат : Майлен | Клімат : Майлен | Клімат : Майлен | Клімат : Майлен | Клімат : Майлен | Клімат : Майлен | Клімат : Майлен | Клімат : Майлен | Клімат : Майлен | Клімат : Майлен |
| Показник                                   | Січ.            | Лют.            | Бер.            | Квіт.           | Трав.           | Черв.           | Лип.            | Серп.           | Вер.            | Жовт.           | Лист.           | Груд.           | Рік             |
| Середній максимум, °C                      | 8,3             | 10,9            | 16,3            | 21,9            | 26,4            | 30,7            | 32,3            | 32,3            | 28,8            | 22,8            | 16,3            | 9,9             | 21,4            |
| Середня температура, °C                    | 2,4             | 4,7             | 9,6             | 14,9            | 19,9            | 24,4            | 26,2            | 25,7            | 21,5            | 15,3            | 9,7             | 4,1             | 14,9            |
| Середній мінімум, °C                       | −3,3            | −1,6            | 2,9             | 8,0             | 13,5            | 18,1            | 20,1            | 19,0            | 14,2            | 7,7             | 3,0             | −1,8            | 8,3             |
| Середня кількість сонячних годин на місяць | 326             | 322             | 384             | 408             | 453             | 453             | 459             | 431             | 384             | 363             | 321             | 316             | 4602            |
| ------------------------------------------ | --------------- | --------------- | --------------- | --------------- | --------------- | --------------- | --------------- | --------------- | --------------- | --------------- | --------------- | --------------- | --------------- |
| Джерело: Weatherbase.com                   |                 |                 |                 |                 |                 |                 |                 |                 |                 |                 |                 |                 |                 |

## Демографія
Згідно з переписом 2010 року, у місті мешкала 7851 особа в 3183 домогосподарствах у складі 2057 родин. Густота населення становила 340 осіб/км².  Було 3581 помешкання (155/км²).
Расовий склад населення:
| - 73,5 % — білих - 22,8 % — чорних або афроамериканців - 0,4 % — азіатів - 0,3 % — корінних американців - 1,0 % — осіб інших рас |

До двох чи більше рас належало 2,0 %. Частка іспаномовних становила 2,5 % від усіх жителів.
За віковим діапазоном населення розподілялося таким чином: 26,5 % — особи молодші 18 років, 55,6 % — особи у віці 18—64 років, 17,9 % — особи у віці 65 років та старші. Медіана віку мешканця становила 38,9 року. На 100 осіб жіночої статі у місті припадало 83,9 чоловіків;  на 100 жінок у віці від 18 років та старших — 78,6 чоловіків також старших 18 років.
Середній дохід на одне домашнє господарство  становив 44 853 долари США (медіана — 33 890), а середній дохід на одну сім'ю — 52 693 долари (медіана — 40 330). Медіана доходів становила 30 364 долари для чоловіків та 29 188 доларів для жінок. За межею бідності перебувало 25,8 % осіб, у тому числі 42,7 % дітей у віці до 18 років та 11,7 % осіб у віці 65 років та старших.
Цивільне працевлаштоване населення становило 3025 осіб. Основні галузі зайнятості: освіта, охорона здоров'я та соціальна допомога — 27,5 %, виробництво — 22,3 %, роздрібна торгівля — 15,9 %.